# Багиров, Вугар Алинияз оглы
Багиров Вугар Алинияз оглы (род. 1968) — российский учёный в области биотехнологии, физиологии и репродуктивной криобиологии млекопитающих, член-корреспондент Российской академии сельскохозяйственных наук (2010), в ходе реформы стал членом-корреспондентом Российской академии наук (2014).

## Биография
Родился 21 августа 1968 года в с. Ашаги Сурра Нефтечалинского района Азербайджанской ССР. Окончил Азербайджанскую сельскохозяйственную академию (1992), в студенческие годы являлся ленинским стипендиатом. В 1993—1996 гг. учился в аспирантуре Всероссийского научно-исследовательского института животноводства по специальностям биотехнология, физиология человека и животных.
В 1987—1989 служил в армии (отсрочка студентам в то время была отменена), принимал участие в боевых действиях в Республике Афганистан.
С 1997 по 2002 г. — старший научный сотрудник лаборатории биотехнологии, с 1999 — учёный секретарь Всероссийского научно-исследовательского института свиноводства. В 2002—2005 докторант Всероссийского научно-исследовательского института животноводства.
С 2005 г. — учёный секретарь отделения зоотехнии Российской академии сельскохозяйственных наук, одновременно заведующий лабораторией репродуктивной криобиологии животных ВНИИ животноводства.
Доктор биологических наук (2005), профессор (2010), член-корреспондент Россельхозакадемии (2010), член-корреспондент Российской академии наук (2014).
Автор разработок, на основе которых создана новая технология криоконсервации эпидидимального и тестикулярного семени млекопитающих, позволяющая сохранять генетические ресурсы редких, уникальных и исчезающих видов. Разработал новые технологии в области репродуктивной биологии.

## Награды
Награждён медалями «За боевые заслуги», « 70 лет Вооружённых сил СССР», «От благодарного афганского народа — воину интернационалисту», Почётной грамотой Президиума Верховного Совета СССР «Воину-интернационалисту» с нагрудным знаком, тремя золотыми медалями ВВЦ.

## Научные публикации
Автор (соавтор) более 250 научных работ, в том числе 15 монографий. Получил пять патентов на изобретения и три авторских свидетельства на селекционные достижения. Некоторые публикации:
- Хромосомы одомашненных животных и родственных им видов / соавт.: П. М. Кленовицкий и др.; Всерос. НИИ животноводства. — Дубровицы, 2002. — 44 с.
- Генные карты сельскохозяйственных животных / соавт.: П .М. Кленовицкий и др.; Всерос. НИИ животноводства. — Дубровицы, 2003. — 91 с.
- Генетика и биотехнология в селекции животных / соавт.: П. М. Кленовицкий и др. — М.: ФГУП ЭКСПЛОР, 2004. — 285 с.
- Современные проблемы зоотехнии / соавт.: П. М. Кленовицкий и др.; Всерос. НИИ животноводства. — Дубровицы, 2005. — 116 с.
- Цитогенетика животных / соавт.: П. М. Кленовицкий и др.; Всерос НИИ животноводства. — М., 2007. — 81 с.
- Национальная технология замораживания и использования спермы племенных быков производителей / соавт.: В. Н. Виноградов и др. Всерос. гос. НИИ животноводства. — М., 2008. — 158 с.